# Busca e apreensão

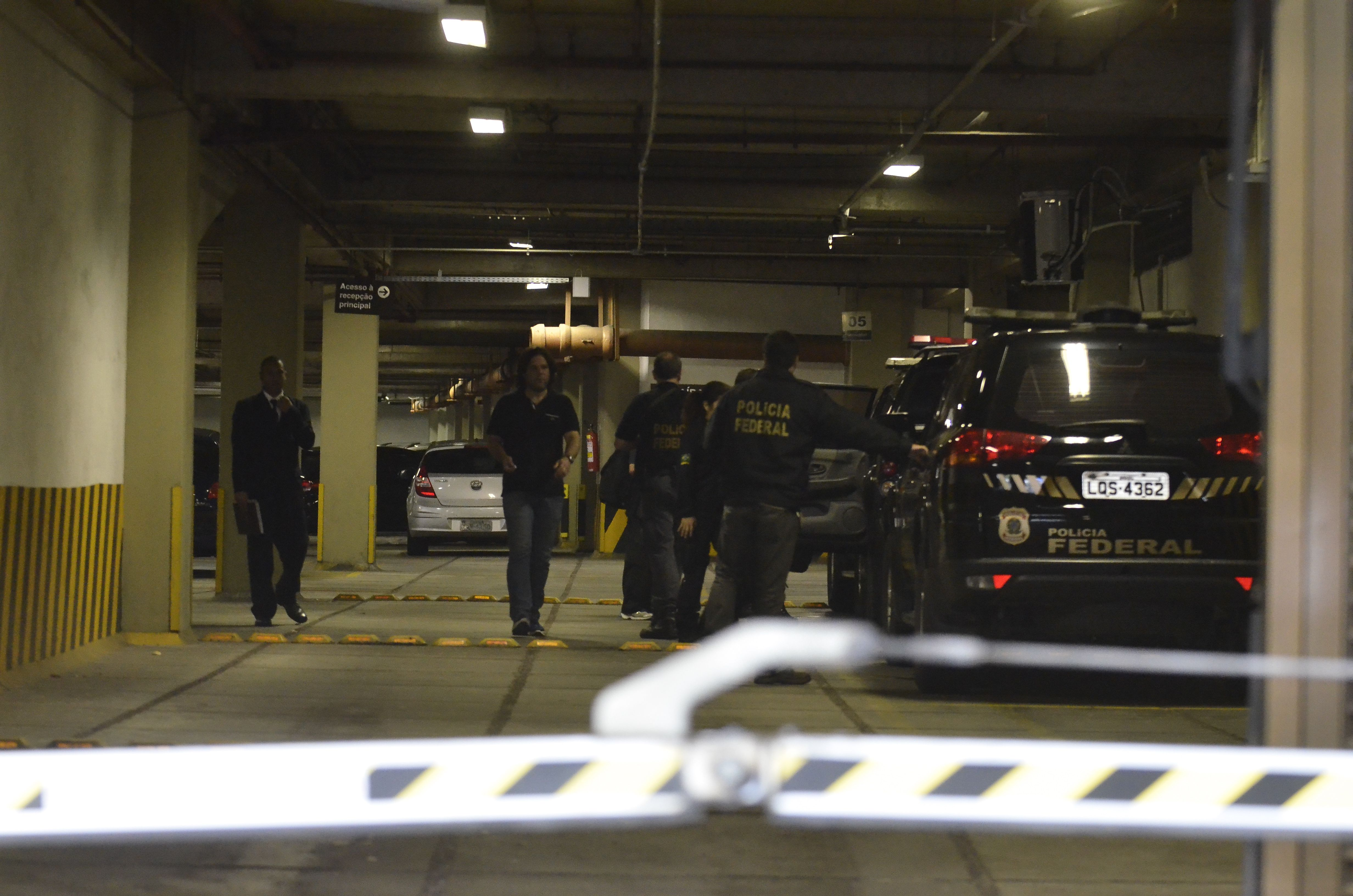
Busca e apreensão na sede da Odebrecht (atual Novonor), na 14º fase da Operação Lava Jato.

No Brasil, busca e apreensão é a diligência judicial ou policial  cuja finalidade é procurar pessoa, veículo ou objeto que se deseja encontrar, para apresentá-la à autoridade que a determinou. É prevista nos arts. 240 a 250 do Código de Processo Penal Brasileiro.
Busca é a diligência em que se procuram objetos e pessoas para produzir prova no processo ou para dar cumprimento a uma ordem judicial de prisão. Pode ser realizada na fase inquisitorial, no decorrer da ação penal e até mesmo na execução da pena.
Apreensão é a consequência da busca e consiste no recolhimento das pessoas ou coisas procuradas, quando está tendo resultado positiva.
Também pode ser conhecida como um instrumento jurídico utilizado pelos credores que pretendem retomar bens como: carros, caminhões, motos, máquinas industriais, máquinas agrícolas, etc., anteriormente fornecidos em garantia pelo pagamento de cédulas de crédito bancário, com cláusula de alienação fiduciária, quando a obrigação do devedor (pagamento) está em atraso..
Também é a denominação dada a ação que a uma instituição financeira ajuíza para pagar débito de inadimplentes em contratos de financiamentos de veículos. 

## Características
- Caráter residual: se não for arresto e sequestro será busca e apreensão;
- Medida cautelar de urgência;
- Cumprida por mandado: dois oficiais, duas testemunhas, auto circunstanciado.

A busca e apreensão, é um procedimento que, como o próprio nome diz, desemboca dois atos, subsequentes mutualmente interdependentes: procurar e apreender.
O objeto da busca e apreensão pode constituir de pessoas ou coisas, art. 839. A medida será, respectivamente, real ou pessoal.
Caso o consumidor tenha financiado um veículo (carro, moto, caminhão, barco, helicóptero, etc.) e há algum determinado tempo não está conseguindo pagar as prestações do financiamento, o mesmo corre o risco de perder o veículo por meio de um processo de busca e apreensão do veículo, por parte do credor (banco, financeira, fundo de investimento, escritório de advocacia, empresa de cobrança, etc.).
Não há nada de ilegal em um banco ou uma financeira retomar o bem fornecido anteriormente em garantia pelo pagamento do financiamento através do processo de busca e apreensão, entretanto, o grande vilão é quando essa retomada de bens fornecidos em garantia pelo pagamento de financiamentos acontece de forma ilegal, o que é muito comum no brasil.
A busca e apreensão pode ser preparatória ou incidente. Também, como vimos, pode ser autônoma (no caso de ser satisfativa), ou seja, não estar atrelada a nenhum outro processo.
Na busca e apreensão de bens móveis, anteriormente fornecidos em garantia pelo pagamento de financiamentos, acredita-se que após três parcelas em atraso o bem poderá ser retomado pelos bancos e financeiras, entretanto, após uma única parcela em atraso, este direito já assiste aos credores, que podem iniciar um processo de busca e apreensão.